# Dead Wonderland
『Dead Wonderland』（デッド ワンダーランド）は、iLLの2枚目のアルバム。2008年3月5日発売。

## 解説
iLLの「Sound by iLL」以来2枚目のアルバム。タイトルは中村が故郷に帰った際に見た、寂れた光景に由来する。
歌が排された前作とはうって変わり、大半の楽曲に歌が入っている。またバイオリニストの勝井祐二、チェリストの坂本弘道、ドラムの芳垣安洋が参加している。
初回版は紙ジャケット仕様。

## 収録曲
（全作詞・作曲：koji nakamura）
1. Call my name　- 3:20
2. Timeless - 3:17
3. Half Way - 4:33
4. Snake Head - 3:16
インストゥルメンタル。
5. Girl - 5:27
6. The Six Sense - 6:03
インストゥルメンタル。
7. Till She Comes - 4:31
8. Rosemary - 4:02
9. Derek - 1:57
インストゥルメンタル。
10. Stranger - 5:14
11. Room - 3:54
インストゥルメンタル。
12. You & Me - 6:17